# Tomsaete

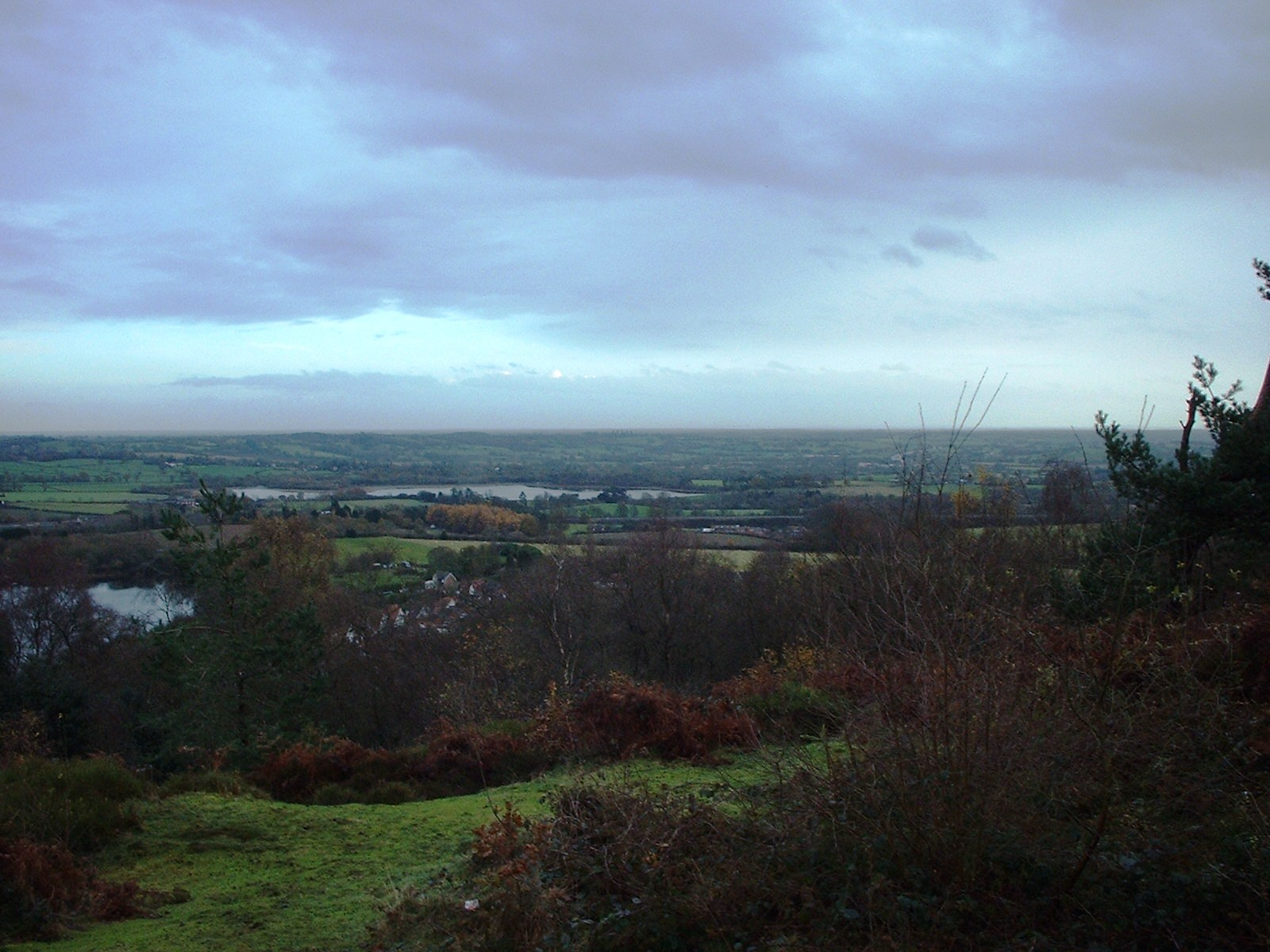
I colli Lickey, dove i Tomsæte erano insediati.

I Tomsaete o Tomsæte (letteralmente gli abitanti della valle del Tame) erano una tribù dell'Inghilterra anglosassone insediata nelle Midlands Occidentali, nella valle del fiume Tame e nei dintorni di Tamworth, tra il VI e il X secolo.
Un atto dei Privilegi anglosassoni del 849 cita l'area dell'odierno Cofton Hackett (a sud di Birmingham), sui colli Lickey, come "il confine del Tomsæte e del Pencersæte". Un altro documento del 835, invece, descrive un ufficiale dei Tomsæte, Humberht, come Princeps del Tomsæte in carica tra l'835 e l'866, a cui era stata concessa tale terra in cambio di tributi da versare alla Cattedrale di Canterbury: ciò dimostra il mantenimento di una certa autonomia dal potere del regno di Mercia, a cui questa tribù era assoggettato.